# ジーナ・ロロブリジーダ
ジーナ・ロロブリジーダ（Gina Lollobrigida、1927年7月4日 - 2023年1月16日）は、イタリアの女優、フォト・ジャーナリスト。
ラツィオ州ローマ県スビアーコ出身。生まれた年について異説があり、『世界人物事典』(旺文社、1985)では1928年生まれと記載。『20世紀西洋人名辞典』(日外アソシエート、1995)では1927年7月4日生まれとしているが、1928年または1929年生まれの説も併記している。本名はルイジーナ・ロッロブリージダ（Luigina Lollobrigida）。

## 生い立ち
1927年7月4日、家具工場経営者の父Giovanni Mercuri Lollobrigidaと、母Giuseppinaの間に生まれる。4人姉妹の第2子。
1943年、工場が爆撃で破壊される。
1945年、ローマに移住。 モンテ・カステッロ・ディ・ヴィービオ(ウンブリア州ペルージャ県)の Teatro della oncordiaというオペラハウスでコメディーに出演。
1946年、Academy of Fine Arts(ローマ)入学。彫刻や絵画を学ぶ。Giana Loris名義でいわゆるフォトノベル(英photo novel)のモデルになる。『Aquila nera』で映画デビュー。ミス・ラツィオ準優勝。

## 経歴

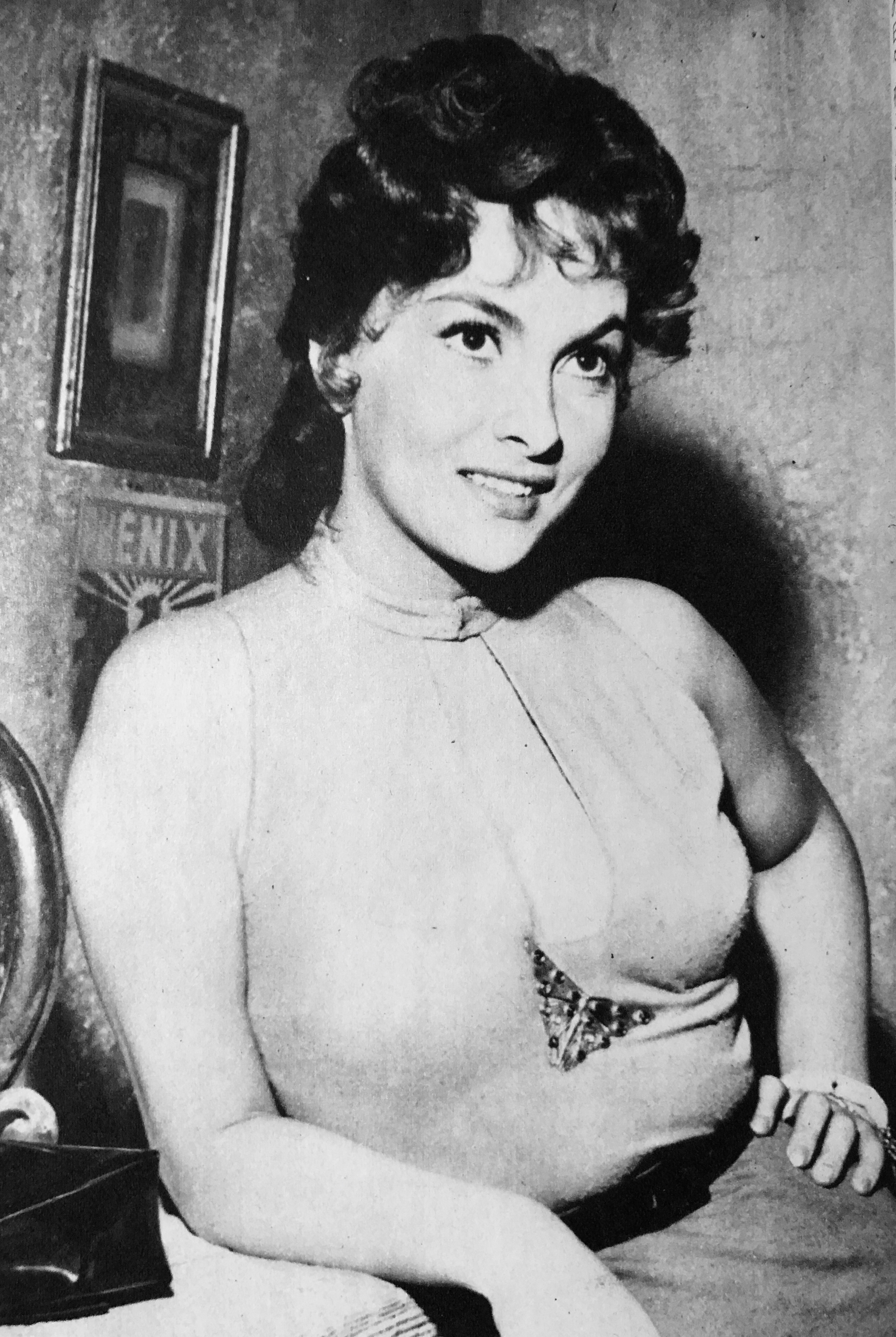
『パンと恋と嫉妬』（1954年）

1947年、ミス・イタリア第3位。これがきっかけで『愛の妙薬』 (1948年） のヒロインに抜擢される
1952年、『花咲ける騎士道』、『夜ごとの美女』に出演。国際的にブレイクし、ハリウッド進出の足掛かりとなる
1953年、『悪魔をやっつけろ』に出演。ハリウッドデビュー。以後、世界的な人気を博す
1964年3月、日本を訪問。同月3日、『スター千一夜』（フジテレビ)に出演。同月4日から12日にかけて東京で開催された「第3回イタリア映画祭」に参加した。
1965年12月11日、『スター千一夜』に出演
1973年、女優業を休止して写真家・彫刻家として活動(1983年まで。ポール・ニューマン、サルバドール・ダリ、ヘンリー・キッシンジャー等を撮影した。1975年にはフィデル・カストロの単独インタビューに成功している)
1973年、モスクワ国際映画祭審査員
1974年、写真集"Italia Mia"を上梓。5月1日、小川宏ショー（フジテレビ)に出演。
1981年、モントリオール世界映画祭審査委員長
1986年、ベルリン国際映画祭審査委員長
1988年、Maurizio Ponziによる伝記"The Films of Gina Lollobrigida"(Citadel Press,ISBN 978-0806510934)リリース
1990年、Luis Canalesによる伝記"Imperial Gina: The Strictly Unauthorized Biography of Gina Lollobrigida"(Branden Pub Co. ISBN 978-0828319324)リリース
1990年代に入ってからは女優としての活動を縮小した。
1999年、欧州議会議員に立候補するも落選。10月16日、国際連合食糧農業機関の親善大使(goodwill ambassador)受任。
2013年2月、ウィーンで開催されたOpernball 2013に出席。
2018年、ハリウッド・ウォーク・オブ・フェーム（歩道に刻まれる名誉の星型）に名前を入れる栄誉にあずかる。
晩年は彫刻家として大理石を加工していた。2023年1月16日にローマの診療所にて死去。95歳没。

## 私生活とゴシップ
1949年2月14日（1月4日という説あり）、スロベニアの医師Milko Škofičと結婚。1957年7月28日、息子のAndrea Milko (Milko Škofič, Jr.)生まれる。彼は後に俳優となる。ミルコはロロのマネージャーになるため医師としてのキャリアを断念した。1960年、カナダのトロントに移住。1971年、二人は別れる。
1974年5月5日、写真集の宣伝のため来日。記者会見で、イタリアではどこにでもいるパパラッチよりも、誰もがカメラを持っている日本人のほうが悪質だと述べた。
2006年10月、スペインの実業家Javier Rigau y Rafolsと結婚する見込みであると報じられた
。12月6日、婚約は解消される。
2013年、ロロは元カレのラフォルスを詐欺で告発する。ロロの主張はこうだ。「3年前、謎の女性Teresaを自分に仕立てて秘密裏に結婚式を挙げ、バルセロナで婚姻届けを出した。私の不動産が目当てだ。私がスペイン語を理解できないのをいいことに」。
2013年5月14日、ジュネーブで開催されたサザビーズのオークションで、ロロの出品した真珠のイヤリングが239万ドル（約2億4000万円）で落札された。これは真珠のイヤリングとしての最高値で、それまでの記録(エリザベス・テイラーが2011年に出品したもの)を更新した。サザビーズによると、このときロロが出品した宝石類は全体で500万ドル（約5億1000万円）近くで売れたという。売り上げの一部は幹細胞研究に寄付される。

## その他
- 愛称の「ロロ(Lollo)」はフランス語のスラングでおっぱいという意味である[10]。
- 1990年、フランスのAlain Meillandはバラの新しい品種を作出した。ロロにちなんでGina Lollobrigida(和名ジーナ ロロブリジーダ)と命名した[30]。
- ある種の柔らかいレタスで、Lolloと呼ばれるものがある。当時世界で最も美しい女性とみなされた(出典[31]による)ロロにちなんで1960年代に命名された。

## 主な出演作品
- 白い国境線 Cuori senza frontiere （1950年）
- 街は自衛する La città si difende （1951年）
- 花咲ける騎士道 Fanfan la Tulipe （1952年）
- 懐かしの日々 Altri tempi （1952年）
- 夜ごとの美女 Les belles de nuit （1952年）
- パンと恋と夢 Pane, amore e fantasia （1953年）
- 悪魔をやっつけろ Beat the Devil （1953年）
- 外人部隊 Le grand jeu （1954年）
- 剣侠と美女 Crossed Swords （1954年）
- ローマの女 La romana （1954年）
- パンと恋と嫉妬 Pane, amore e gelosia （1954年）
- 美女の中の美女 La donna più bella del mondo （1955年）
- 空中ぶらんこ Trapeze （1956年）
- ノートルダムのせむし男 Notre-Dame de Paris （1956年）
- 恋はすばやく Anna di Brooklyn （1958年）
- 掟 La legge （1959年）
- ソロモンとシバの女王 Solomon and Sheba （1959年）
- 戦雲 Never So Few （1959年）
- 蒼い渚 Go Naked in the World （1961年）
- 九月になれば Come September （1961年）
- 皇帝のビーナス Venere imperiale （1962年）
- 波止場 Mare matto （1963年）
- わらの女 Woman of Straw （1964年）
- バンボーレ Le bambole （1965年）
- お熱い出来事 Strange Bedfellows （1965年）
- ホテル・パラディソ Hotel Paradiso （1966年）
- セルバンテス Cervantes （1968年）
- 殺しを呼ぶ卵 La morte ha fatto l'uovo （1968年）
- 想い出よ、今晩は! Buona Sera, Mrs. Campbell （1968年）
- スタントマン Stuntman （1969年）
- さらば恋の日 Un bellissimo novembre （1969年）
- 無頼プロフェッショナル Bad Man's River （1971年）
- ピノッキオの冒険 Le avventure di Pinocchio （1972年）
- ラブ・ボート The Love Boat （1986年）
- ローマの女 La romana （1988年）
- 百一夜 Les cent et une nuits （1995年）

## 受賞・叙勲
(詳細は：)
- 1954年、ベルリン国際映画祭特別功労賞（ベルリナーレ・カメラ）[33]
- 1961年、米国ゴールデングローブ賞HENRIETTA AWARD(WORLD FILM FAVORITES)[34]
- 2004年、フランス芸術文化勲章[35]
- 2012年レジオンドヌール勲章[36]
- 2017年、イタリア共和国功労勲章グランデ・ウッフィチャーレ[37]